# FIARUM
El Fideicomiso Público de Administración de Fondos e Inversión del Tramo Carretero Centinela-Rumorosa o Fideicomiso Administrativo de la Rumorosa (FIARUM por sus siglas) es un organismo público paraestatal perteneciente al Gobierno del Estado de Baja California (GobBC), México. FIARUM es la entidad encargada de la administración de los recursos generados por el tramo carretero Centinela-Rumorosa, la cual se encuentra comprendida entre los kilómetros 18+000 y 62+900. La autopista actualmente conecta a las ciudades de Mexicali y Tecate. También es responsable del mantenimiento del mismo tramo, dando mayor enfoque a la infraestructura ubicada dentro de la carretera y en el poblado de La Rumorosa.

## Historia

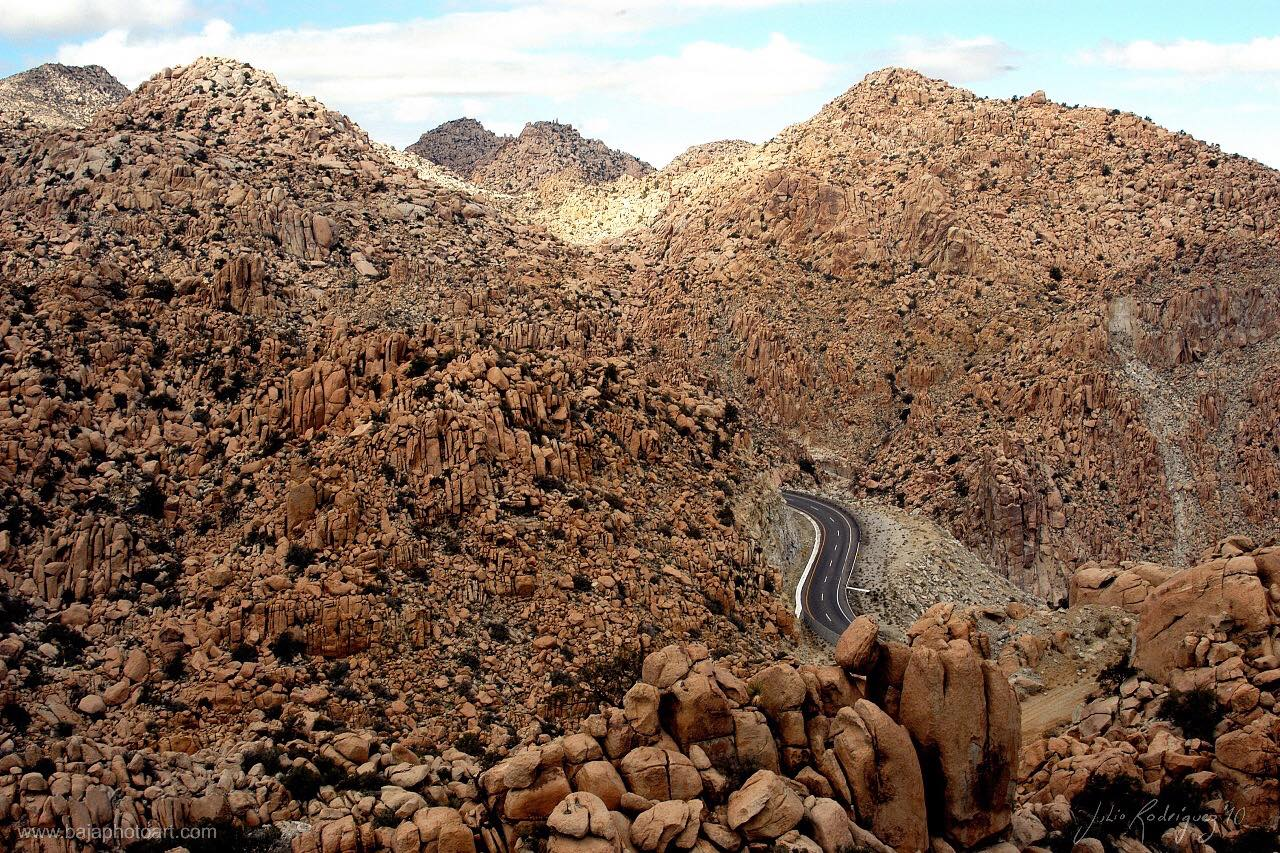
Tramo de la autopista administrada por FIARUM

En diciembre de 1995 cuando el Gobierno del Estado de Baja California y la Secretaria de Comunicaciones y Transportes (SCT) crearon un acuerdo para establecer la entrega del tramo Centinela-Rumorosa al Gobierno del Estado de Baja California, ya que anteriormente era perteneciente al SCT. La carretera sería administrada por el GobBC de acuerdo a las especificaciones que la Secretaría estableciera. Para el día 12 de marzo de 1996 la empresa Promotora de Carreteras del Norte, S.A de C.V y la SCT firmaron un convenio en el cual quedaba por terminado la cohesión que tenía la Secretaría desde 1991 para conservar, explotar y construir el tramo carretero Tecate-Mexicali. 
El 16 de abril de 1996 se estableció que el Gobierno del Estado de Baja California sería el encargado de recibir todos los recursos monetarios que se obtuvieran a partir de la operación de este tramo, así como el mantenimiento del mismo a partir de las ganancias, dando por entendido que todo sería operado con recursos propios. El 19 de julio de 1996 el Periódico Oficial del Estado de Baja California publicó las bases para la organización general y la creación del Fideicomiso Público de Administración de Fondos e Inversión del Tramo Carretero Centinela- Rumorosa.

## Características
La autopista mide un total de 90 kilómetros, cuenta con una elevación máxima de 1204 metros sobre el nivel del mar (m s. n. m.). La superficie del tramo carretero está construida a base de una carpeta de concreto asfáltico que es retocada cada año.
La carretera administrada por el Fideicomiso es considerada como una de las más peligrosas del país, debido a diferentes factores como la ubicación geográfica, relieve, clima y cantidad de curvas existentes tanto en el cuerpo ascendente como descendente. También es catalogada de tal manera debido a la cantidad de accidentes que se registran al año, dando un promedio de 200 de los cuales aproximadamente 12 terminan en accidentes fatídicos o muertes.

## Estructura Organizacional
El Fideicomiso actualmente se divide en diferentes departamentos que cumplen con ciertos objetivos, los cuales son encabezados por una administración general y un Comité Técnico.

### Comité Técnico

#### Administración General
Encargada de representar al organismo de manera legal, así como administrar los recursos provenientes del tramo carretero. Debe de asegurar la ejecución de todas las funciones de las demás direcciones y departamentos. [[Carlos 
Gómez González]] es el administrador general del FIARUM desde el 1 de noviembre del año 2019.  

#### Dirección Administrativa
Coordina y supervisa las actividades que se consideran como relativas a la operación de casetas de cobro, así como la recaudación y depósito de los ingresos. Vigila que se cumplan todas las políticas de la institución.
- Departamento de Operación: Debe de supervisar que el sistema de cobro funcione de manera adecuada, así como el personal. Es el departamento encargado de revisar todos los reportes de Aforo e Ingreso. Coordina y gestiona junto con las autoridades correspondientes del poblado La Rumorosa todas las actividades policiacas, médicas o de emergencia que se pueden presentar dentro del tramo carretero. Tramita los recursos materiales que se adquieren para el mantenimiento de las oficinas y caseta.
- Departamento de Proyectos y Sistemas Administrativos: Analiza proyectos especiales. Área encargada de controlar el funcionamiento de los sistemas de operación. Supervisa los sistemas de enlace con los equipos de control de ingresos.
- Departamento de Recursos Materiales: Programa la adquisición de bienes y servicios que son requeridos con base en las necesidades que se presenten dentro del tramo carretero, respetando siempre el presupuesto. Área encargada de brindar la mejor opción en cuanto a recurso material que se necesite.
- Departamento de Contabilidad: Revisa y analiza los estados financieros mensuales que se generan dentro del fideicomiso, así como la elaboración de cambios de personal. Calcula el pago de cuotas y contribuciones federales que se requieren realizar.

#### Dirección Técnica
Vigila el cumplimiento de los programas de la autopista. Da el seguimiento de las obras, cuidando su tiempo de ejecución y forma. Supervisa y coordina las situaciones de emergencia que surjan dentro de la autopista.
- Departamento de Construcción: Coordina y guía el proceso de construcción de las obras, verificando que se cumplan todas las leyes o normas establecidas por la SCT.
- Departamento de Conservación: Supervisa el estado en el que se encuentra la autopista, vigilando que esté en óptimas condiciones para los usuarios. Verifica el funcionamiento de las obras de drenaje, el comportamiento hidráulico, geológico e hidrológico.
- Departamento de Mantenimiento de Instalaciones: Coordina todas las solicitudes de atención a las instalaciones. Da seguimiento a los tiempos en los cuales se tienen que cumplir el mantenimiento. Este departamento toma mucho en cuenta la calidad de los servicios brindados.
- Departamento de Obras Públicas y Licitaciones: Tramita ante la Secretaría de Infraestructura y Desarrollo Urbano del Estado la lista de las obras públicas que se planean realizar con base en los presupuestos. Coordina todas las acciones requeridas para que esta lista sea aprobada.[3]

Dentro de la integración del FIARUM se encuentra un consejo consultivo ciudadano, el cual se encuentra constituido por diferentes representantes entre los que destacan el de los residentes de la Rumorosa, el Ayuntamiento de Tecate, la Cámara Nacional de Auto Transporte de Pasaje y Turismo (CANAPAT), el Consejo Coordinador Empresarial de Mexicali, la Cámara Nacional de Auto Transportes de Carga (CANACAR), del Colegio de Contadores Públicos de Mexicali y del Poder Ejecutivo del Estado.

## Servicios
- Carretera: FIARUM es la responsable de ver por las condiciones del tramo Centinela-Rumorosa, dando mantenimiento a la misma. El servicio incluye también cuidado a otros factores como a áreas de descanso, así como piletas de agua y servicios sanitarios. Esta autopista se caracteriza por contar con Torres de auxilio vial (Postes que contienen un equipo de comunicación que funcionan a través de energía solar) en diferentes puntos del tramo, con el fin de que los usuarios las utilicen en caso de alguna emergencia.
- Usuarios: De igual manera se brinda atención a los usuarios. El FIARUM brinda seguridad a estos mismos por medio de rondines de vigilancia que dan durante todo los días del año de manera gratuita. Cabe resaltar que cada usuario de la autopista cuenta con Seguro que abarca entre los kilómetros 18+000 y 62+900.Autopista La Rumorosa[2]

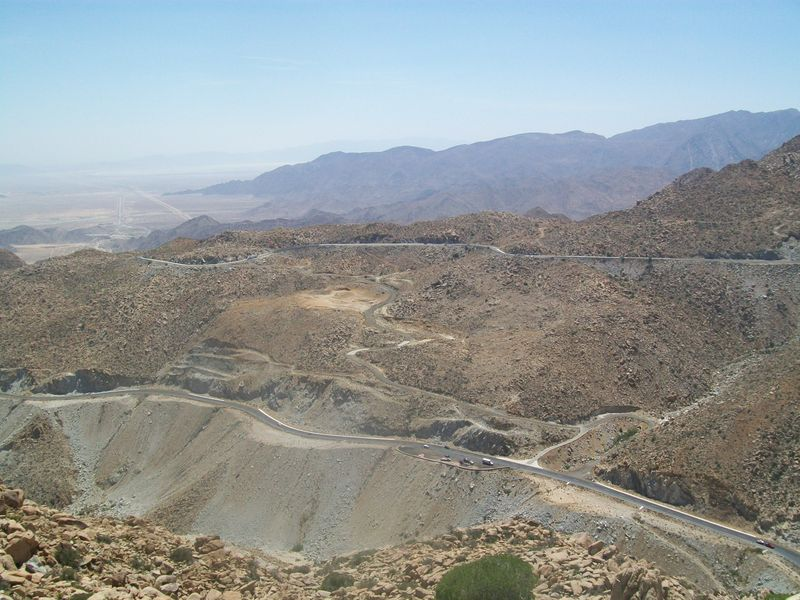
Autopista La Rumorosa

Otros servicios brindados por este organismo son el apoyo al Gobierno del Estado de Baja California en cuanto al mantenimiento del poblado La Rumorosa. Ejemplificando lo anterior, actualmente se está trabajando en diferentes sectores. Uno de estos es la rehabilitación de la obra hidráulica que existe en la autopista.

## Actualidad
La autopista cuenta con un aforo vehicular anual de 3.2 millones. Con base en esta cifra se obtienen los siguientes porcentajes en cuanto al tipo de vehículo que transita:
- 72.33% son automóviles/camionetas (4 ruedas).
- 18.90% son camiones de carga.
- 8.76 son autobuses.
- 0.38% son motocicletas.

La autopista registra un aproximado de 11 millones de personas que recorren la autopista. 
El Gobierno del Estado de Baja California invierte más de 66 Millones de pesos en obras para la conservación de la autopista.